# Octobre 1805

## Événements

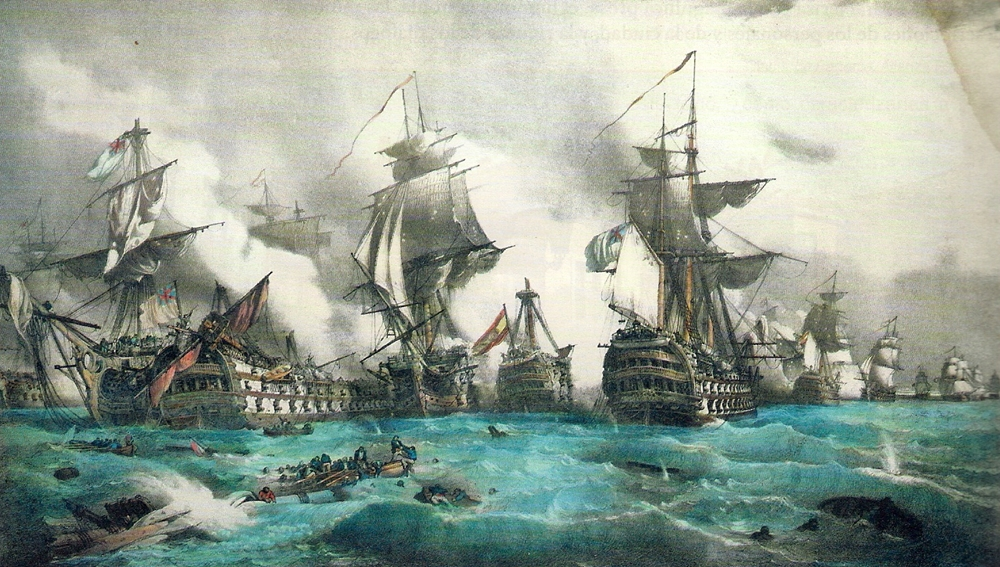
21 octobre : bataille de Trafalgar.

- Campagne d’Autriche. : victoires françaises sur l’Autriche à Donauwörth (7 octobre), Wertingen (8 octobre), Günzburg (9 octobre), Haslach-Jungingen (11 octobre), Memmingen, Elchingen (14 octobre), Langenau (16 octobre), Neresheim (17 octobre)[1],[2].

- 3 octobre : Gustave IV de Suède s’allie avec le Royaume-Uni[3].

- 5 octobre : alliance du royaume de Wurtemberg et de la France[4].

- 14 octobre : victoire d’Elchingen.

- 15 octobre - 19 octobre : victoire de Napoléon à Ulm, l’armée du général autrichien Karl Mack est faite prisonnière[1]. Napoléon, en un mois, a réussi à isoler l’armée autrichienne du Danube. Les troupes françaises marchent sur Vienne.

- 18 octobre : victoire française sur l’Autriche de Masséna à la bataille de Vérone[5].

- 21 octobre : défaite de l’amiral Pierre de Villeneuve face à Horatio Nelson au cap Trafalgar. L'amiral britannique défait la flotte franco-espagnole mais meurt pendant la bataille. L’amiral espagnol Gravina est mortellement blessé lui aussi. Les flottes espagnoles et françaises sont pratiquement détruites[6].

- 25 octobre : entrevue de Berlin entre Alexandre Ier de Russie et Frédéric III de Prusse[7].

- 30 octobre : victoire françaises sur l’Autriche à la bataille de Caldiero (Masséna)[1]. En Autriche, le général Beaumont remporte un engagement près de Ried.

- 31 octobre - 1er novembre : victoire française sur les troupes russes et autrichiennes à la bataille de Lambach[8].

## Naissances
- 15 octobre : Wilhelm von Kaulbach, peintre allemand († 7 avril 1874).
- 20 octobre : Gabriel Bibron, zoologiste français († 7 mars 1848).

## Décès
- 21 octobre : Horatio Nelson, amiral britannique (° 29 septembre 1758).